# Félix Houphouët-Boigny
Félix Houphouët-Boigny, född 18 oktober 1905 i Yamoussoukro, död 7 december 1993 i Elfenbenskusten, var läkare och Elfenbenskustens första president 1960–1993.

## Politisk karriär
1945-1946 var Félix Houphouët-Boigny medlem i den franska konstituerande församlingen och därefter medlem av nationalförsamlingen fram till 1959. Han var ordförande i nationalförsamlingen under Elfenbenskustens övergång till självständighet 1958-1959. Under sin tid i nationalförsamlingen var han medlem i tre franska regeringar.
1960 valdes han till landets första president och omvaldes sedan vid varje val fram till sin död 1993.